# Набережная реки Пензы
На́бережная реки́ Пе́нзы — улица в Пензе. Проходит от Казанского моста по левому берегу реки Суры до Бакунинского моста.
Набережная реки Пензы — одна из старых улиц Пензы, известна в 1819 году.

Возникла вдоль протекавшей тогда на этом участке реки Пензы, которая до 1945 года впадала в Суру за Бакунинским мостом. С 1945 года река Сура изменила русло и пошла в этой части города по руслу реки Пензы. Поэтому в настоящее время улица, носящая название «Набережная реки Пензы», вообще не проходит вдоль реки Пензы, но фактически является набережной реки Суры от улицы Урицкого до улицы Бакунина.
В настоящее время Набережная реки Пензы является парадной набережной, на которой находится один из символов города, монумент Росток, где любят по праздникам собираться пензенцы, куда непременно в день свадьбы приезжают молодожены..